# Apolinary Wieczorkowicz
Apolinary Wieczorkowicz (ur. ok. 1661 w Przemyślu, zm. 30 stycznia 1728 na Górze św. Anny) – franciszkański zakonnik, autor prac medycznych.
Ojciec był lekarzem, sam Apolinary w 1680 wstąpił do zakonu franciszkańskiego, choć nie przyjął nigdy święceń kapłańskich. Działał w licznych klasztorach w ówczesnej Polsce oraz na Górnym Śląsku jako brat zakonny, aptekarz i lekarz. 
Anonimowo opublikował cztery prace medyczne:
- Compendium medicum (Lublin, 1703, następnie 3 wydania do 1715)
- Promptuarium medicum empiricum (Kraków, 1716)
- Compendium medicum auctum (Częstochowa, 1719 plus 4 wydania do 1789)
- Vademecum medicum (Częstochowa 1721, plus 4 wydania do 1778)